# Esai Morales

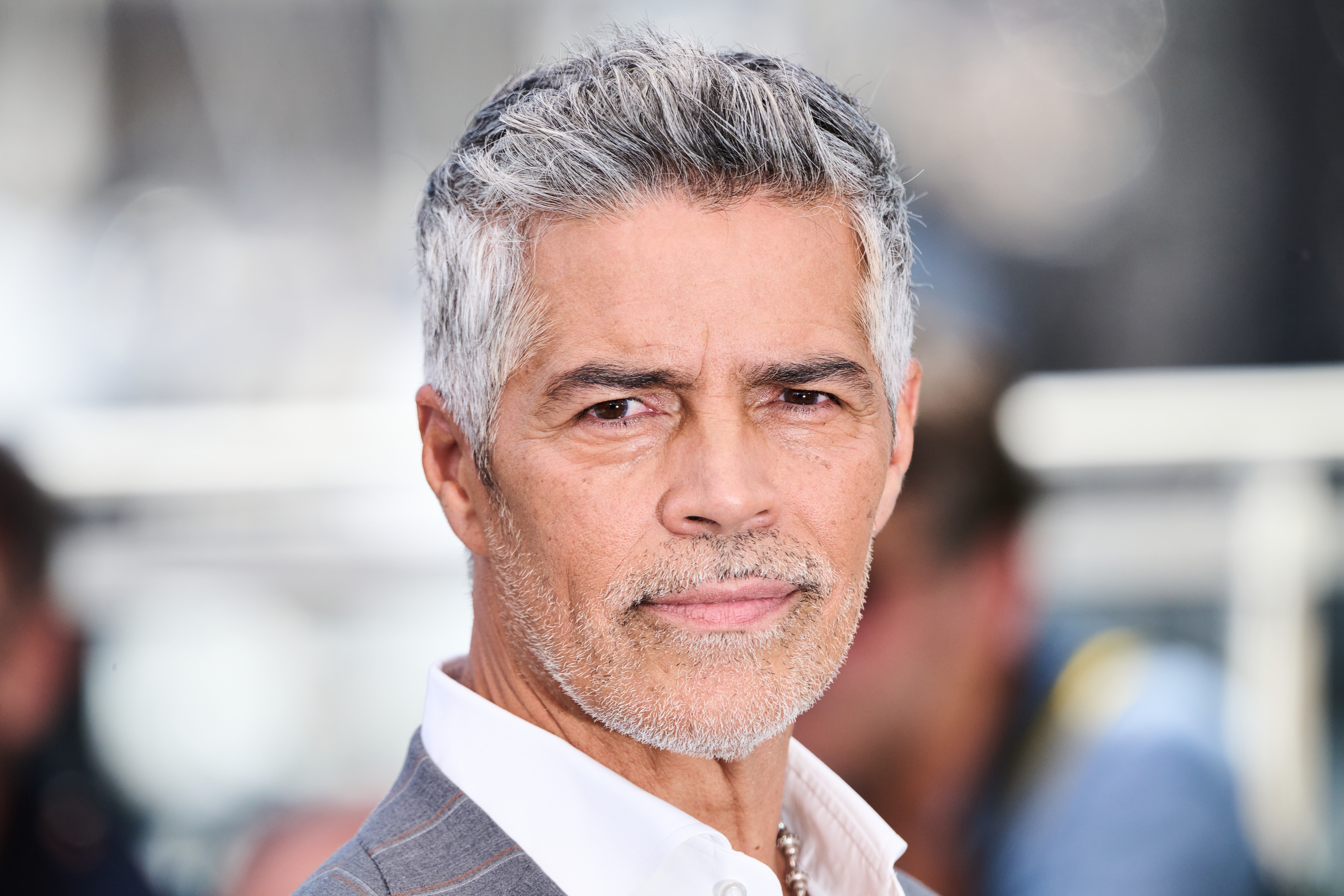
Esai Morales (2025)

Esai Morales (* 1. Oktober 1962 in New York City) ist ein US-amerikanischer Schauspieler.

## Leben
Morales wurde am 1. Oktober 1962 in New York geboren und besuchte die High School of Performing Arts. Er begann seine Karriere am Theater. 1983 war er mit Bad Boys erstmals in einem Kinofilm zu sehen. Es folgten mehr als 100 Film- und Fernsehproduktionen.

## Filmografie (Auswahl)
- 1983: Bad Boys – Klein und gefährlich (Bad Boys)
- 1986: Auf den Schwingen des Adlers (On Wings Of Eagles)
- 1987: Miami Vice (Fernsehserie, eine Folge)
- 1987: La Bamba
- 1987: Der Prinzipal – Einer gegen alle (The Principal)
- 1989: Bluthunde am Broadway
- 1994: Rapa Nui – Rebellion im Paradies (Rapa Nui)
- 1994: In the Army Now – Die Trottel der Kompanie (In the Army Now)
- 1995: Meine Familie (My Family)
- 1995: Deadlocked – Flucht aus Zone 14 (Deadlocked: Escape from Zone 14, Fernsehfilm)
- 1998: Ein Anzug für jede Gelegenheit (The Wonderful Ice Cream Suit)
- 1999: Zugfahrt ins Jenseits (Atomic Train, Fernsehfilm)
- 2001–2004: New York Cops – NYPD Blue (NYPD Blue, Fernsehserie, 66 Folgen)
- 2002: Die Straßen Harlems (Paid in Full)
- 2005: True Crime: New York City (Videospiel, Sprecher)
- 2007: 24 (Fernsehserie, Staffel 6, 5 Folgen)
- 2007: Burn Notice (Fernsehserie, Folge 1x07)
- 2008: La Linea – The Line (La Linea)
- 2008: Jericho – Der Anschlag (Jericho, Fernsehserie, 7 Folgen)
- 2009–2010: Caprica (Fernsehserie, 18 Folgen)
- 2010: CSI: Miami (Fernsehserie, Folge 8x24)
- 2011–2012: Fairly Legal (Fernsehserie, 6 Folgen)
- 2012: Der Supersturm – Die Wetter-Apokalypse (Seattle Superstorm, Fernsehfilm)
- 2012: Law & Order: Special Victims Unit (Fernsehserie, Folge 13x14)
- 2012: Atlas Shrugged II: The Strike
- 2013: Magic City (Fernsehserie, 6 Folgen)
- 2013–2015: Criminal Minds (Fernsehserie, 6 Folgen)
- 2014: Jarhead 2 – Zurück in die Hölle (Jarhead 2: Field of Fire)
- 2015: Spare Parts
- 2015: The Brink – Die Welt am Abgrund (The Brink, Fernsehserie, 10 Folgen)
- 2015: From Dusk Till Dawn: The Series (Fernsehserie, 10 Folgen)
- 2015: Mozart in the Jungle (Fernsehserie, 2 Folgen)
- 2016–2020: How to Get Away with Murder (Fernsehserie, 11 Folgen)
- 2017: Ozark (Fernsehserie, 10 Folgen)
- 2017: Chicago P.D. (Fernsehserie)
- 2018: Mars (Fernsehserie, 4 Folgen)
- 2019: Titans (Fernsehserie, Staffel 2)
- 2020: Lass es, Larry! (Curb Your Enthusiasm, Fernsehserie, 1 Folge)
- 2022: Master Gardener
- 2023: Mission: Impossible – Dead Reckoning Teil Eins (Mission: Impossible – Dead Reckoning Part One)
- 2025: Mission: Impossible – The Final Reckoning